# Jerome M. Fernandez
Jerome M. Fernandez (Koivila, 8 settembre 1901 – 27 febbraio 1992) è stato un vescovo cattolico indiano.

## Biografia
Jerome Fernandez nacque l'8 settembre 1901 a Koivila, distretto di Kollam, nel Kerala.
Nel 1915 entrò nel St. Raphael's Minor Seminary, successivamente frequentò la St. Aloysius School e infine si iscrisse al St. Teresa's Major Seminary. Terminati gli studi, venne ordinato presbitero il 24 marzo 1928.
Il 25 settembre 1937 papa Pio XI lo nominò vescovo di Quilon. Ricevette l'ordinazione episcopale il 12 dicembre 1937 dall'arcivescovo di Verapoly Joseph Attipetty. Fu il primo vescovo di Quilon indiano e nato proprio nel Distretto di Kollam.
Durante il suo episcopato si dedicò con molto zelo alla cura pastorale della sua comunità, istituendo numerose opere sociali, in particolare scuole e centri di formazione. Il 27 gennaio 1959 fondò la Congregation of Missionary Sisters of St. Therese of Infant Jesus.
Morì in odore di santità il 27 febbraio 1992 all'età di 90 anni.

## Processo di canonizzazione
Il 24 febbraio 2019 si è aperta ufficialmente la causa di canonizzazione di monsignor Fernandez. Durante la celebrazione, tenutasi nella cattedrale del Bambin Gesù di Quilon ed officiata dal vescovo Paul Antony Mullassery, il vescovo Fernandez ha ricevuto il titolo di Servo di Dio, primo passo del processo di canonizzazione.

## Genealogia episcopale e successione apostolica
La genealogia episcopale è:
- Cardinale Scipione Rebiba
- Cardinale Giulio Antonio Santori
- Cardinale Girolamo Bernerio, O.P.
- Vescovo Claudio Rangoni
- Arcivescovo Wawrzyniec Gembicki
- Arcivescovo Jan Wężyk
- Vescovo Piotr Gembicki
- Vescovo Jan Gembicki
- Vescovo Bonawentura Madaliński
- Vescovo Jan Małachowski
- Arcivescovo Stanisław Szembek
- Vescovo Felicjan Konstanty Szaniawski
- Vescovo Andrzej Stanisław Załuski
- Arcivescovo Adam Ignacy Komorowski
- Arcivescovo Władysław Aleksander Łubieński
- Vescovo Andrzej Stanisław Młodziejowski
- Arcivescovo Kasper Kazimierz Cieciszowski
- Vescovo Franciszek Borgiasz Mackiewicz
- Vescovo Michał Piwnicki
- Arcivescovo Ignacy Ludwik Pawłowski
- Arcivescovo Kazimierz Roch Dmochowski
- Arcivescovo Wacław Żyliński
- Vescovo Aleksander Kazimierz Bereśniewicz
- Arcivescovo Szymon Marcin Kozłowski
- Vescovo Mečislovas Leonardas Paliulionis
- Arcivescovo Bolesław Hieronim Kłopotowski
- Arcivescovo Jerzy Józef Elizeusz Szembek
- Vescovo Stanisław Kazimierz Zdzitowiecki
- Cardinale Aleksander Kakowski
- Papa Pio XI
- Arcivescovo Joseph Attipetty
- Vescovo Jerome M. Fernandez

La successione apostolica è:
- Vescovo Joseph Gabriel Fernandez (1978)